# Anser anser
L'oca selvatica (Anser anser Linnaeus 1758), detta anche oca paglietana, è un uccello, appartenente alla famiglia degli anatidi. È talora chiamata "oca cenerina" proprio per la caratteristica sfumatura grigio-cenere del suo piumaggio. È considerata l'antenata dell'oca domestica europea, le cui penne venivano usate come calamo, volano o dardo per frecce.
L'oca selvatica è diventata molto famosa grazie all'etologo Konrad Lorenz; con essa ha infatti studiato il fenomeno dell'imprinting.

## Descrizione
Anser anser ha una lunghezza di 74–84 cm e una apertura alare di 149–168 cm.
L'oca selvatica non presenta un particolare dimorfismo, la femmina è leggermente più piccola del maschio. Ha un piumaggio grigio-marrone, ad eccezione del ventre che è bianco.
Assomiglia all'oca granaiola, da cui si può distinguere per una sagoma più massiccia, in particolare nel collo e nel capo. Inoltre le ali presentano un evidente contrasto tra le penne copritrici chiare lungo il bordo anteriore dell'ala, e il resto dell'ala più scuro.
La sottospecie occidentale (A. a. anser) ha un becco arancione, mentre quella orientale (A. a. rubrirostris) ha un becco più rosa e la coda è più bianca.

## Biologia

### Alimentazione
L'oca selvatica è un animale erbivoro, si nutre principalmente di piante acquatiche o palustri, erba, ma anche granaglie e patate.
È attiva durante il giorno, in particolare al mattino e nel tardo pomeriggio: dai dormitori dove gruppi di diversi individui passano insieme la notte, i singoli individui si allontanano di alcuni chilometri in cerca di cibo, per poi ritornarvi nelle ore centrali della giornata o al tramonto. 

### Riproduzione
L'oca selvatica si riproduce in primavera, generalmente tra marzo e maggio. Il nido, poco profondo, viene costruito con materiale vegetale sul terreno, all'interno di canneti, cespugli, in cavità protette alla base di alberi; generalmente su piccole isole con vegetazione arborea, oppure su zattere di vegetazione lungo i fiumi. La femmina depone 4-6 uova; il maschio collabora ampiamente alla cova, che dura un mese; dopo un altro mese i pulcini sono già in grado di volare, ma non si allontanano dai genitori fino all'inverno successivo.

### Spostamenti

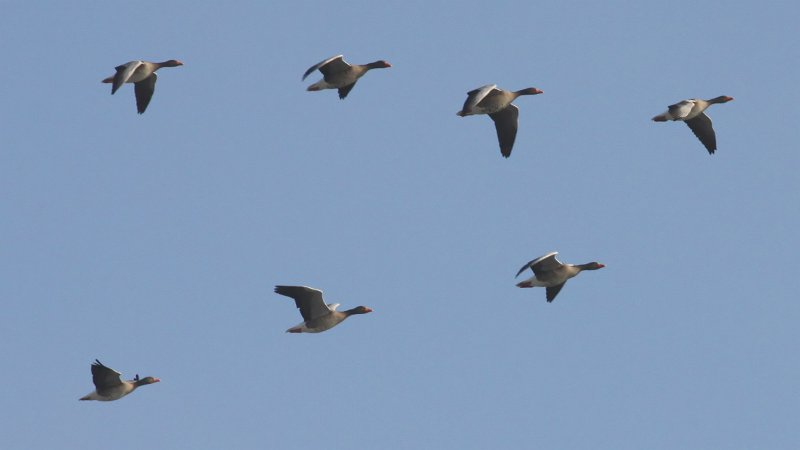
Oche selvatiche in volo

La maggior parte delle oche selvatiche sono migratrici, soltanto poche popolazioni sono sedentarie o migratrici irregolari.
È una specie molto gregaria, ad eccezione del periodo riproduttivo durante il quale le colonie di oche selvatiche si disperdono su un territorio relativamente grande. Una volta che i pulcini si sono involati, gli stormi si riuniscono in luoghi favorevoli per trascorrere il periodo di muta, che dura circa un mese; successivamente (settembre - novembre) le oche selvatiche partono per la migrazione autunnale verso i luoghi di svernamento, dai quali torneranno all'inizio della primavera (febbraio - marzo).
Durante gli spostamenti gli stormi formano le classiche "V" nel cielo. Questo meccanismo, spostando continuamente l'elemento in testa permette di diminuire la resistenza dell'aria e quindi la fatica.

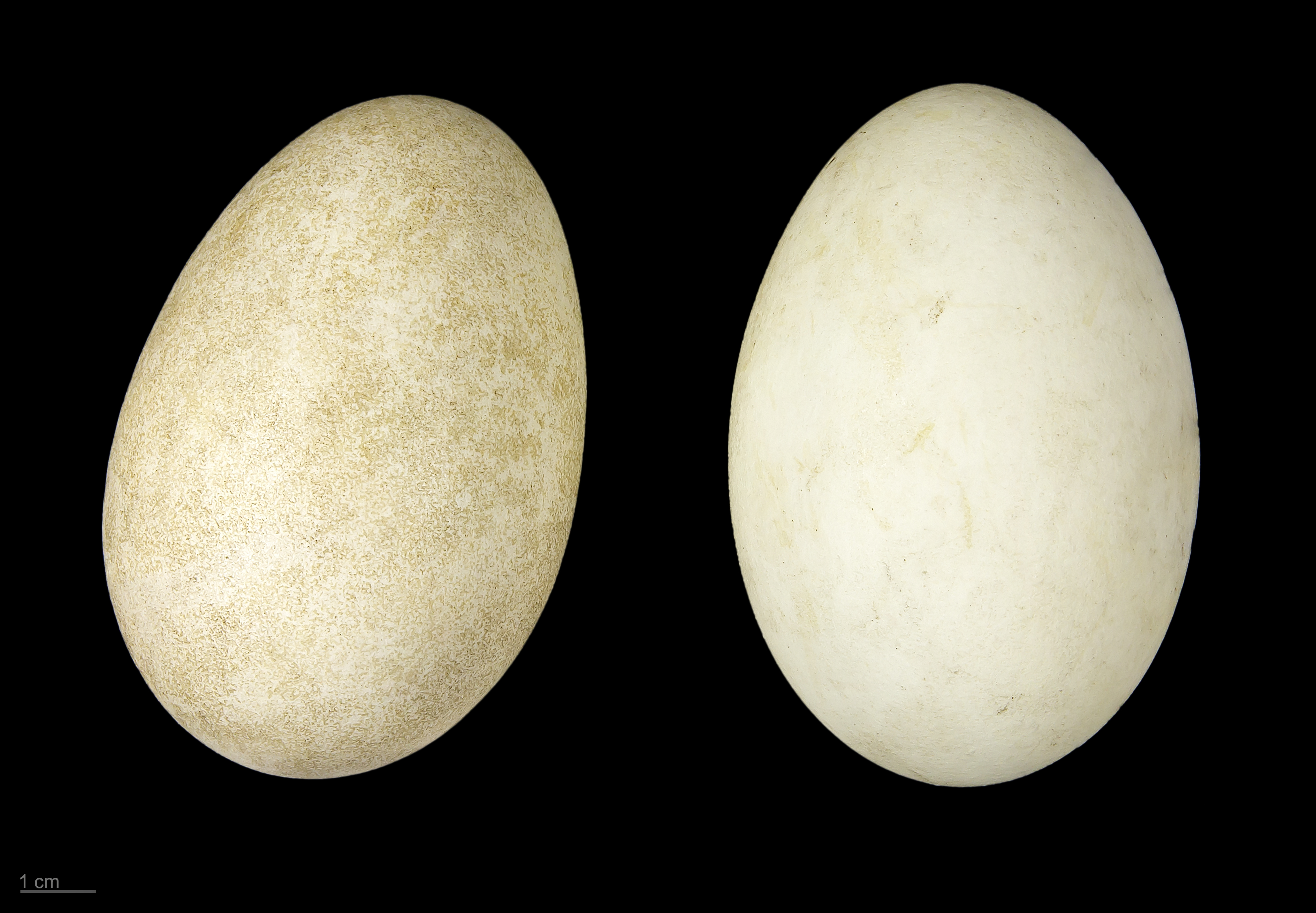
Uova di anser anser

## Distribuzione e habitat

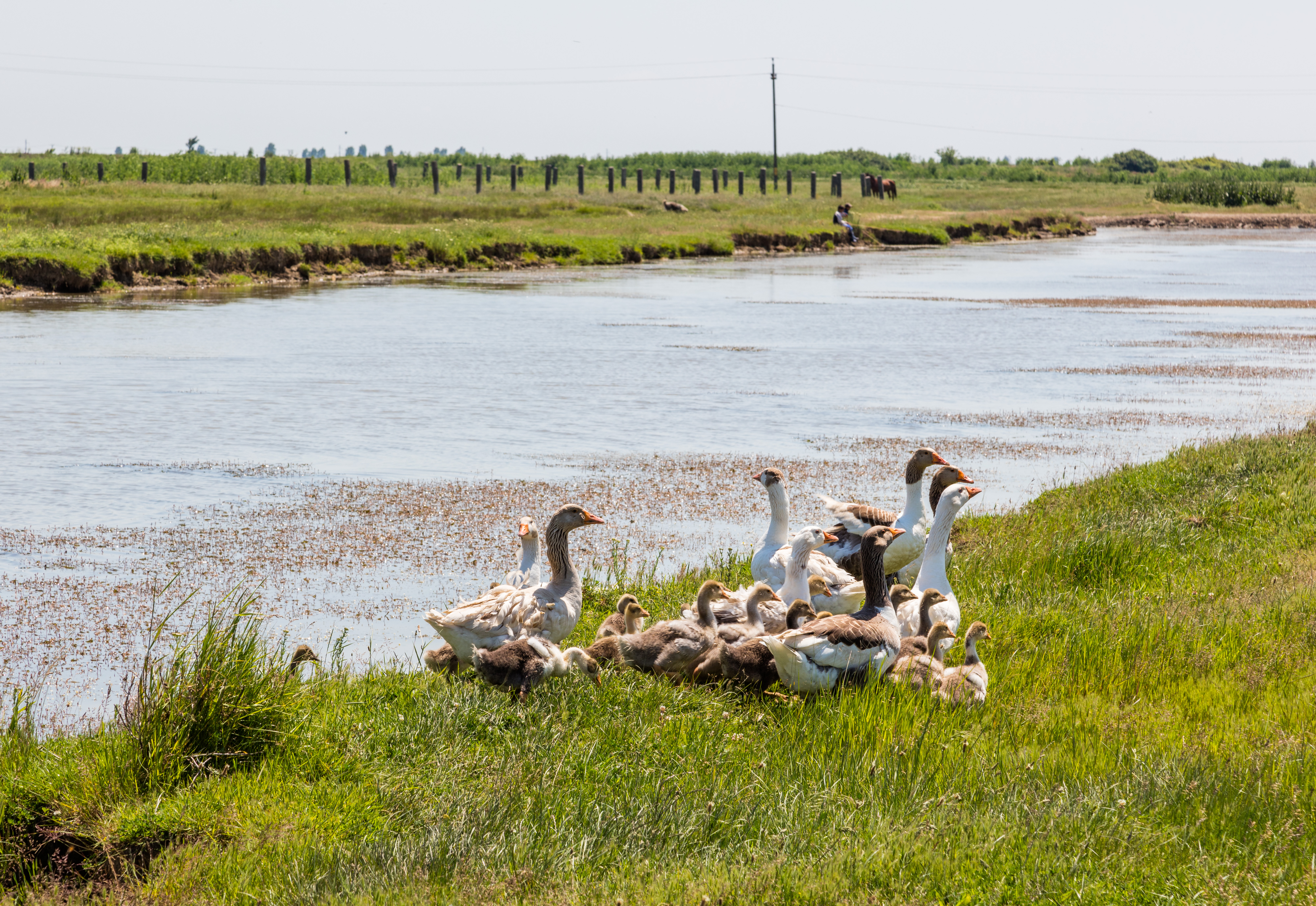
Anser anser in Surdila-Greci, Romania

L'oca selvatica è tipica di tutti gli ambienti umidi, una volta nidificava ampiamente in tutta Europa, ma l'urbanizzazione ha diminuito fortemente il suo habitat.
Si riproduce in zone umide con fitta vegetazione, come canneti, lagune, prati umidi o torbiere, in aree di prateria, brughiera, tundra, steppa o anche semi-deserto, dal livello del mare fino ad una quota di 2300 m. I siti di nidificazione sono scelti in base alla vicinanza con potenziali fonti di cibo, come prati o colture di cereali, e all'inaccessibilità da parte di predatori, ad esempio su piccole isole in laghi o lungo la costa.
Prima della migrazione autunnale e nelle aree di svernamento si può trovare in paludi, laghi, lagune o pianure coltivate.
È un uccello migratore: si riproduce in Islanda, Gran Bretagna, Scandinavia, Europa centrale, Russia e Cina nord-orientale. Sverna in alcune zone di una fascia che va dal Mediterraneo alla Cina orientale.
In Italia sverna, soprattutto in Friuli, Emilia-Romagna e in Maremma, e sono in aumento gli individui che si fermano per nidificare.
Alcuni esemplari nidificano anche in Francia, in particolare in Alsazia, nella baia della Somme e nel Parco ornitologico del Teich, ma si tratta di popolazioni introdotte.

## Tassonomia
Esistono due sottospecie di Anser anser:
- Anser anser anser, presente in Europa occidentale.
- Anser anser rubrirostris presente dall'Europa orientale, fino all'Asia.

È stato descritto un ibrido con l'oca lombardella minore (Anser erythropus × Anser anser).
Anser anser domesticus è l'oca selvatica addomesticata dall'uomo a scopo di produzione di uova e carne.

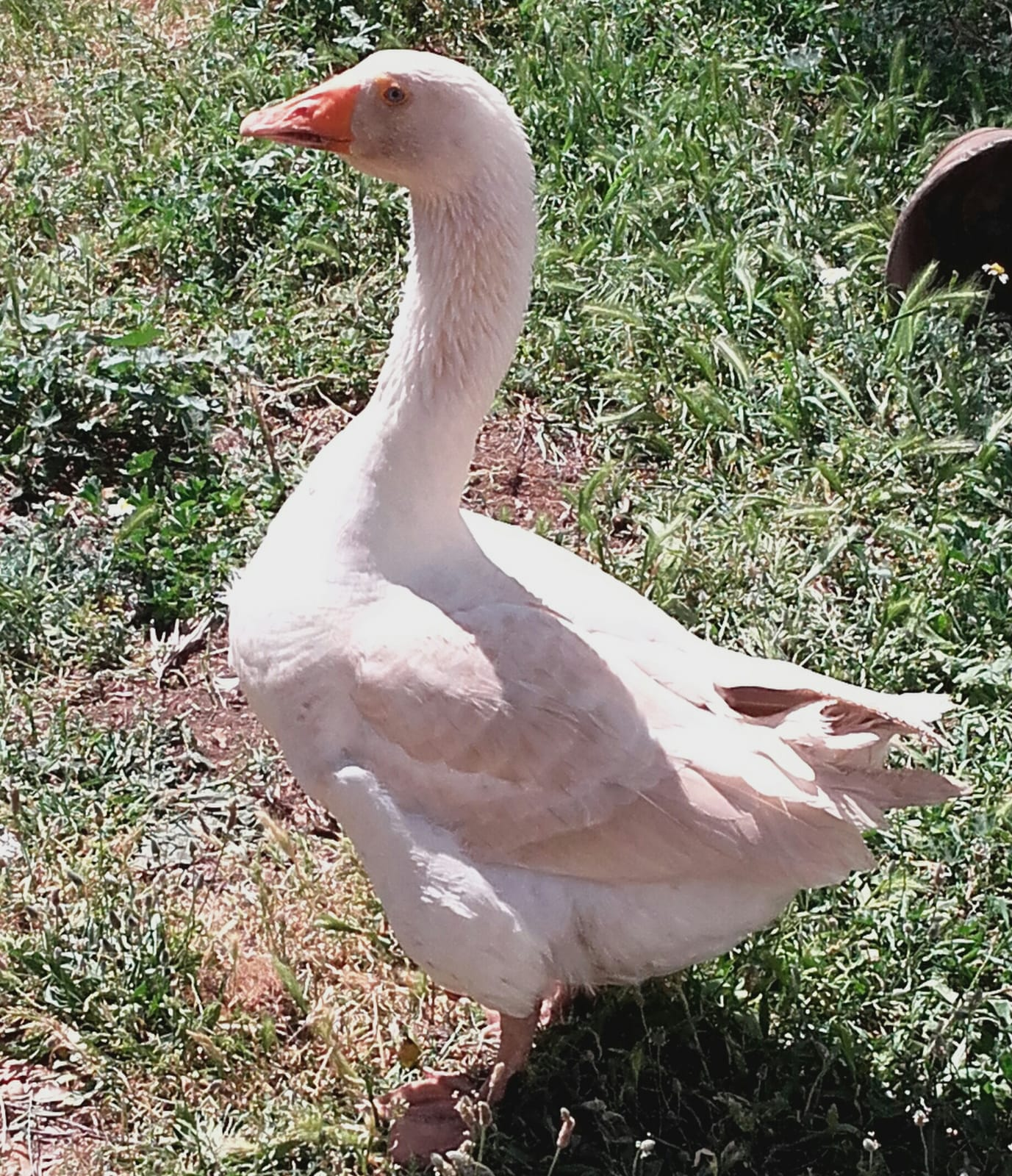
Anser anser domesticus

## Conservazione
L'oca selvatica non è attualmente a rischio di estinzione. Nell'Europa occidentale la specie sta aumentando e oggi la popolazione globale conta circa un milione di individui. In Asia, invece, la situazione è più preoccupante a motivo della distruzione e dell'alterazione del suo habitat naturale.
Le minacce principali sono la perdita dell'habitat, dovuto ad esempio a bonifiche di zone umide, il bracconaggio e l'inquinamento.